# Stefano Tilli
Stefano Tilli (* 22. August 1962 in Orvieto) ist ein ehemaliger italienischer Leichtathlet, der auf eine mit einer Dauer von fast zwei Jahrzehnten außergewöhnlich lange internationale Karriere als Sprinter zurückblicken kann. Zwischen 1984 und 2000 nahm er viermal an Olympischen Spielen teil.

## Karriere
International trat er erstmals mit dem Titelgewinn im 60-Meter-Lauf bei den Leichtathletik-Halleneuropameisterschaften 1983 in Budapest in Erscheinung. Den wohl bedeutendsten Erfolg seiner Laufbahn feierte er jedoch sechs Monate später in Helsinki bei den ersten Leichtathletik-Weltmeisterschaften. Die italienische Mannschaft errang in der 4-mal-100-Meter-Staffel in der Aufstellung Stefano Tilli, Carlo Simionato, Pierfrancesco Pavoni und Pietro Mennea mit Landesrekordzeit von 38,73 s die Silbermedaille hinter der US-amerikanischen Stafette (37,86 s, damaliger Weltrekord).
Seine erste Teilnahme an Olympischen Spielen absolvierte Tilli 1984 in Los Angeles. Dort belegte er mit der italienischen Staffel den vierten Rang. Im 100-Meter-Lauf und im 200-Meter-Lauf erreichte er jeweils die Halbfinalrunde. 1985 erzielte er in Piräus seinen zweiten Titelgewinn bei Leichtathletik-Halleneuropameisterschaften, diesmal über 200 m. Danach hatte er jedoch mit andauernden Achillessehnenproblemen zu kämpfen, die ihn für den Rest seiner Laufbahn begleiteten.
Bei den Leichtathletik-Europameisterschaften 1986 in Stuttgart erreichte Tilli mit der Staffel Rang fünf. Dieselbe Platzierung erzielte er bei den Olympischen Spielen 1988 in Seoul. Ein Medaillengewinn gelang ihm schließlich wieder 1990 bei den Leichtathletik-Europameisterschaften in Split. Die italienische Staffel in der Besetzung Mario Longo, Ezio Madonia, Sandro Floris und Stefano Tilli holte in 38,39 s die Bronzemedaille hinter den Mannschaften Frankreichs (37,79 s, damaliger Weltrekord) und Großbritanniens (37,98 s). Im 200-Meter-Lauf erreichte Tilli Platz vier. Bei den Leichtathletik-Weltmeisterschaften 1991 in Tokio belegte er mit der Staffel den fünften Rang.
Nach einigen Jahren mit Verletzungsproblemen startete Tilli 1996 bei den Olympischen Spielen in Atlanta wieder im 100-Meter-Lauf, scheiterte jedoch bereits in der Vorrunde. Bei den Leichtathletik-Weltmeisterschaften 1997 in Athen erreichte er über dieselbe Distanz die Viertelfinalrunde. Einen Achtungserfolg verbuchte er bei den Leichtathletik-Europameisterschaften 1998 in Budapest mit dem vierten Platz im 200-Meter-Lauf. Dieselbe Platzierung erreichte er überraschend auch bei den Leichtathletik-Halleneuropameisterschaften 2000 in Gent über 60 m, als er im Alter von 37 Jahren mit 6,59 s eine persönliche Bestleistung erzielte. Nach den Olympischen Spielen 2000 in Sydney, bei denen er über 100 m in der Viertelfinalrunde ausschied, beendete er seine aktive Laufbahn.

## Weitere Erfolge (Auswahl)
- 100 m:
  - Italienische Meisterschaften: Sieger 1984, 1986, 1989, 1990, 1992, 1997
  - Mittelmeerspiele: Sieger 1987, Dritter 1983
- 200 m:
  - Italienische Meisterschaften: Sieger 1986, 1988, 1991
  - Mittelmeerspiele: Sieger 1987, 1991
  - IAAF Grand Prix Final: Dritter 1989
- 4 × 100 m:
  - Mittelmeerspiele: Sieger 1983, 1987

## Sonstiges
Stefano Tilli startete unter anderen für CUS Roma, Snam Gas Metano und Fabrizio Lepore. Nach Ende seiner sportlichen Karriere betätigte er sich als Fernsehkommentator und als Manager einiger Spitzenathleten, darunter seine ehemalige Lebensgefährtin Merlene Ottey. Daneben führt er eine Physiotherapiepraxis. Tilli ist verheiratet und hat einen Sohn.

## Bestleistungen
- 60 m (Halle): 6,59 s, 27. Februar 2000, Gent
- 100 m: 10,16 s, 22. August 1984, Zürich
- 200 m: 20,40 s, 9. September 1984, Cagliari
- 200 m (Halle): 20,52 s, 21. Februar 1985, Turin